# Conseil national pour la recherche scientifique et technologique
Le Conseil National pour la Recherche Scientifique et Technologique, ou Consejo Nacional para Investigaciones Científicas y Tecnológicas (CONICIT), est une institution autonome de la République du Costa Rica pour la promotion de la recherche scientifique et technologique. L'organisme gère des fonds pour la réalisation de projets de recherche en biologie, chimie, physique et les Mathématiques, entre autres. 
Le CONICIT est fondé le 22 août 1972, sous l'administration du Président José Figueres Ferrer et ouvre ses portes au public le 1er août 1973. 
Le CONICIT est organisé en plusieurs sections telles que le Conseil d'Administration et le Secrétariat exécutif chargé du département de Promotion de la Science et Technologie, ainsi que du département de gestion de l'organisme. Le Conseil d'Administration est l'organe supérieur en hiérarchie, formé de 5 membres, pour une période de 5 ans choisis par le Conseil du Gouvernement de la République.

## Prix
1. Prix de Journalisme en Science, Technologie et Innovation.  il fut institué le 30 septembre 1981.  Il est attribué tous les 2 ans au meilleur travail journalistique réalisé en matière de promotion de la science, de la technologie et de l'innovation du pays.
2. Prix TWAS/CONICIT pour les jeunes scientifiques. Il fut établi le 5 avril 1989, il et attribué annuellement à des scientifiques de moins de 40 ans en biologie, chimie, physique et mathématique.  Il est sponsorisé par la  TWAS (Académie de Sciences pour le Monde en Développement) et le CONICIT.
3. Prix aux Entreprises Éditoriales en Science et Technologie. La remise de ce prix commença dès l'an 1993, avec une fréquence de 2 ans. Il est donné à l'organisme éditorial qui fait le meilleur labeur en diffusion d'œuvres scientifiques et technologiques.
4. Prix en Innovation et Technologie. Il débuta le 4 juin 2001, octroyé en collaboration avec la Chambre d'Industries du Costa Rica pour stimuler les entrepreneurs des PMEs qu'aient amélioré substantiellement la performance de leurs opérations.
5. Prix CONICIT pour les Jeunes Scientifiques et Technologues. Il fut établi le 21 août 2009, pour les jeunes de moins de 30 ans qui contribuent à l'avancement de la connaissance scientifique et technologique déjà créé.